# Coenonympha perseis
Coenonympha perseis är en fjärilsart som beskrevs av Lederer 1853. Coenonympha perseis ingår i släktet Coenonympha och familjen praktfjärilar. Inga underarter finns listade i Catalogue of Life.